# Мъгла
Вижте пояснителната страница за други значения на Мъгла.
Мъглата представлява кондензирала водна пара във вид на микроскопични капки (при температура под 0 °С – ледени кристали) в приземния въздушен слой. С други думи, тя е облак, който започва от земната повърхност и намалява видимостта под 1 km. Според видимостта мъглите се класифицират в 4 основни типа:
- много гъсти (видимостта е под 50 m)
- гъсти (видимостта е от 50 m до 200 m)
- умерени (видимостта е от 200 m до 500 m)
- слаби (видимостта е от 500 m до 1000 m)

Според начина на образуване мъглите се делят на две големи групи:
- фронтални и
- вътрешномасови.

Фронталните мъгли се образуват на границата между две въздушни маси, която се нарича атмосферен фронт.
Вътрешномасовите се образуват в еднородна въздушна среда. Те се делят на две групи: мъгли от охлаждане и мъгли от изпарение. Мъглите от охлаждане се делят на радиационни, адвективни и смесени.
- радиационните мъгли се образуват при застиване на въздушните маси над студена подстилаща повърхност. Те са характерни за ясно и тихо антициклонално време, когато вследствие на силното изстиване на приземния въздух настъпва кондензация на водните пари в него. Получените по този начин радиационни мъгли обикновено са краткотрайни и се разсейват скоро след изгряването на слънцето. Радиационните мъгли са характерни главно за студеното полугодие.[1]
- адвективни мъгли се образуват при нахлуване на топъл въздух върху студена повърхнина или обратно (виж температура на въздуха). Образуването им е съпроводено с турбулентни движения в приземния слой на въздуха. Поради това адвективните мъгли за разлика от радиационните имат по-голямо вертикално развитие. Тези мъгли се образуват над сушата главно през студеното полугодие (при нахлуване на влажен и топъл морски въздух) и през топлото полугодие – над моретата и океаните.[1]
- смесените мъгли съчетават условията за възникване на радиационите и адвективните вълни.
- склоновите мъгли възникват при изкачването по склон на топъл и влажен въздух, които се охлажда адиабатно.
- По-особен тип са градските мъгли. Образуват се над големите градове и индустриални центрове вследствие изобилието на активни кондензационни ядра и допълнително количество водна пара, продукт от изгарянето на различни горива и от множество производства. Те възникват и при ненаситено състояние на въздуха и затова са по-чести, отколкото в крайградските местности. Най-интензивните и вредни мъгли от този род се наричат смог, за разлика от планинските такива, които биват бъркани с облаци, но носят всички качества, характерни за смога и влиянието му, което оказва върху средата, върху която се намира.

Мъгли се образуват и при изпарение от топла и влажна повърхност в студен приземен въздух. Тези мъгли са характерни главно за преходните сезони (пролет и есен) и се наблюдават в райони, богати на реки, езера и блата.